# Place Monge (Métro Paris)

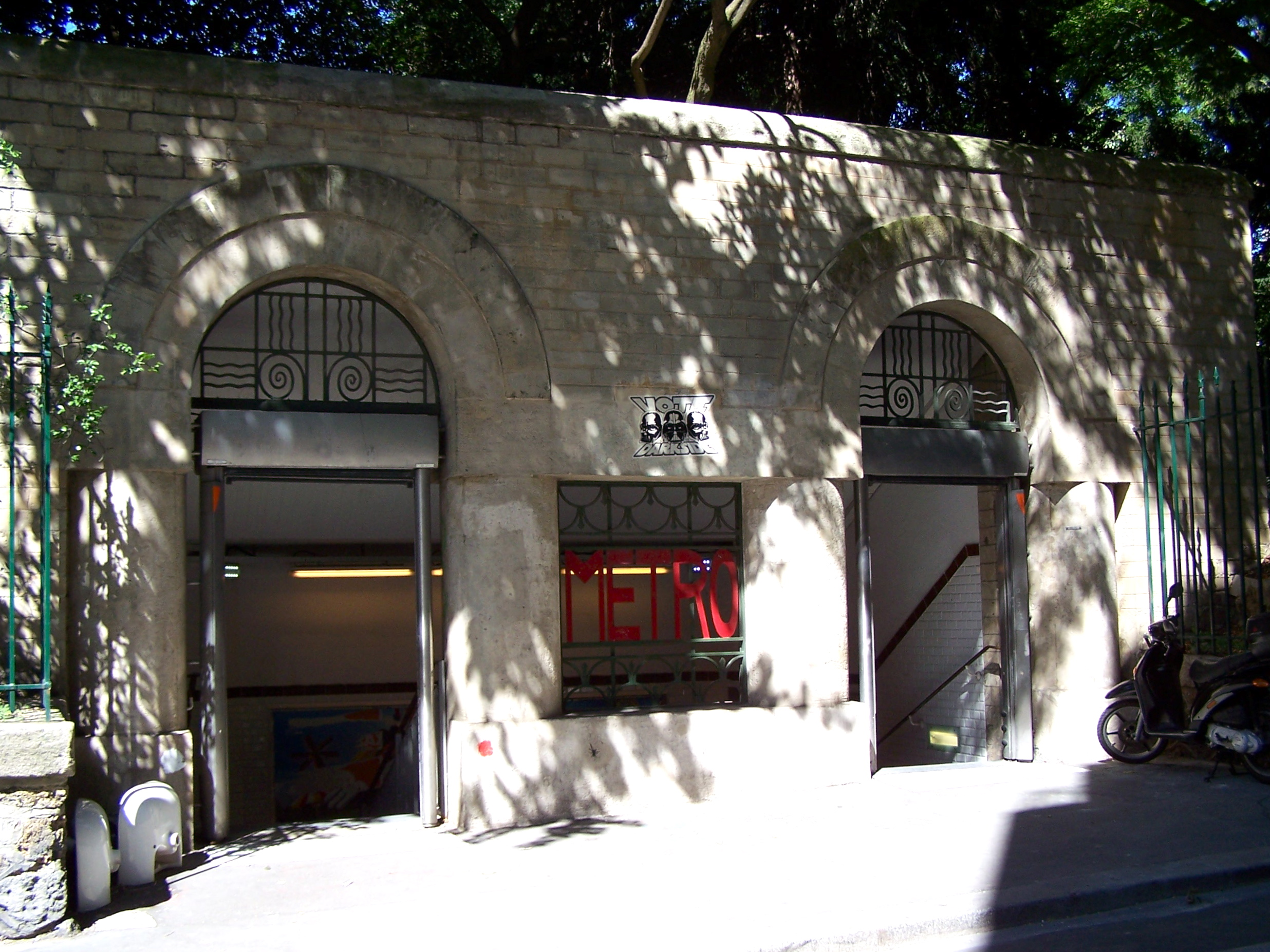
Zugangsbauwerk an der Rue de Navarre

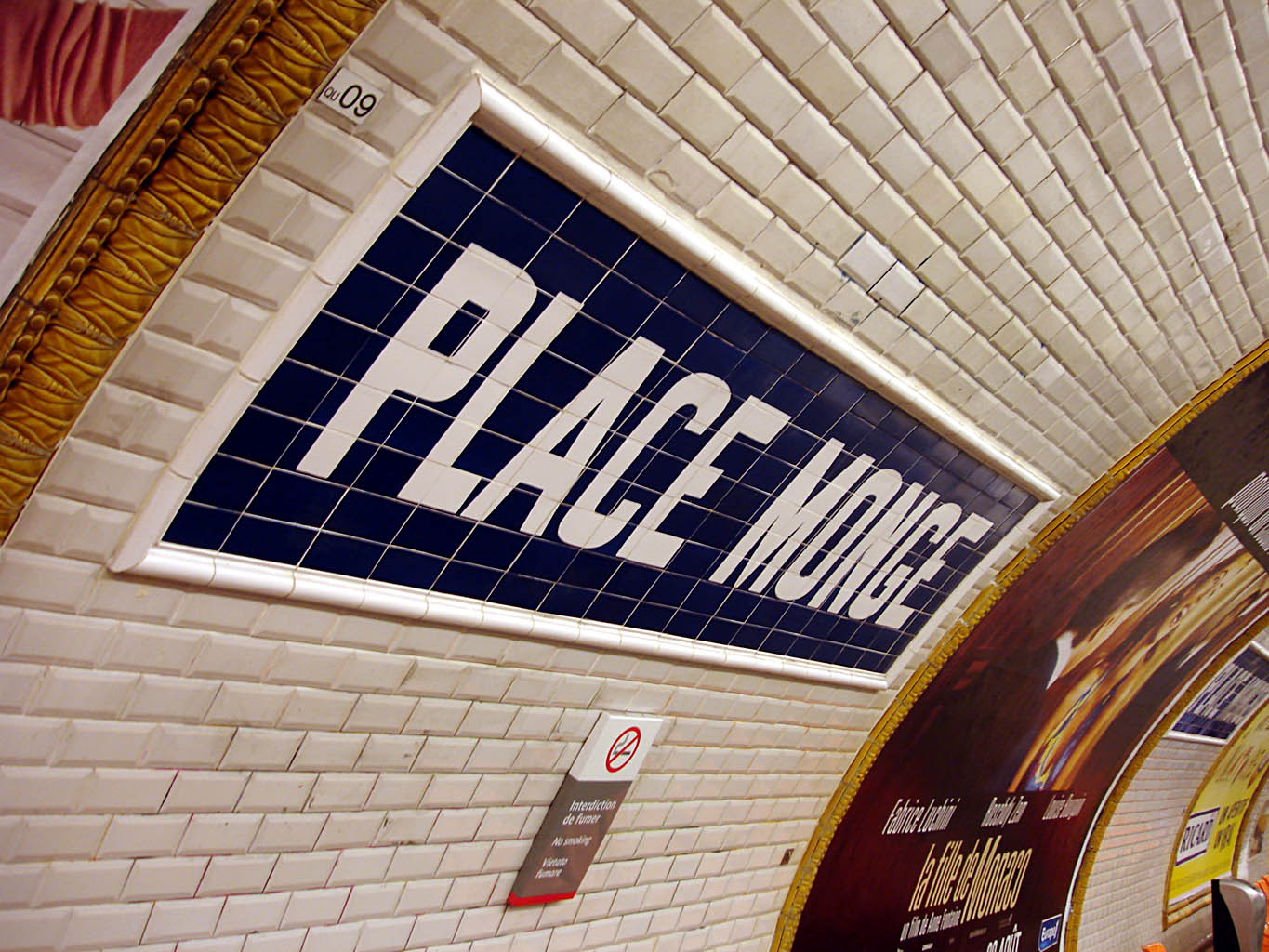
Stationsschild aus Fliesen

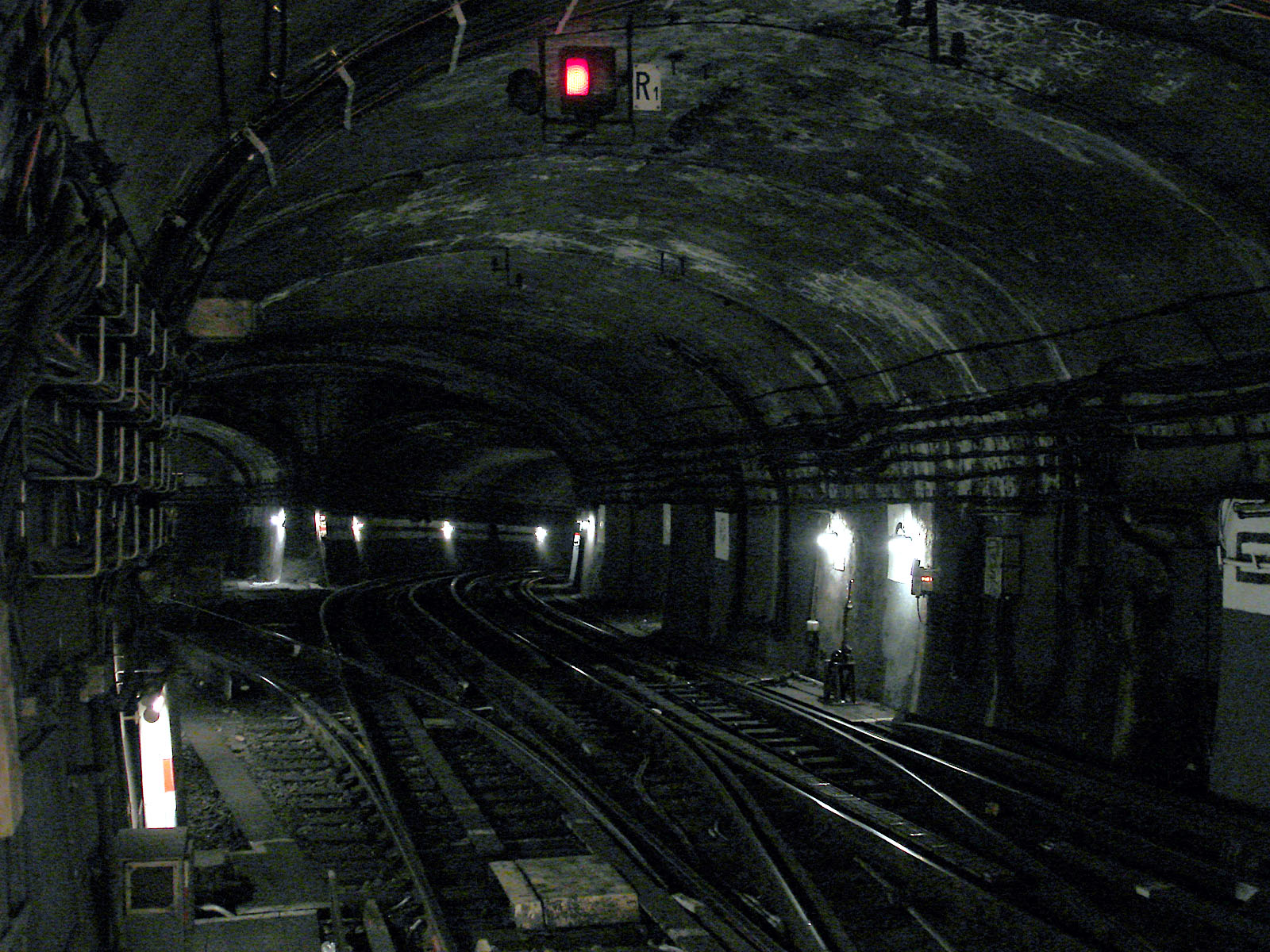
Abzweig des Betriebsgleises (links) zur Station Maubert – Mutualité der Linie 10

Der U-Bahnhof Place Monge [plas mɔ̃ʒ] ist eine unterirdische Station der Linie 7 der Pariser Métro.

## Lage
Die Station befindet sich längs unterhalb der Rue Monge zwischen der Rue de Navarre und der Place Monge an der Grenze des Quartier Saint-Victor und des Quartier du Jardin des Plantes im 5. Arrondissement von Paris.

## Name
Namengebend ist die Place Monge. Der Mathematiker Gaspard Monge (1746–1818) unterstützte die Französische Revolution, wurde 1793 Marineminister und zählte 1794 zu den Gründern der École polytechnique.

## Geschichte und Beschreibung
Die Station wurde am 15. Februar 1930 in Betrieb genommen. Da die Seineunterquerung der Linie 7 noch nicht fertiggestellt war, wurde auf der für jene gebauten Trasse unter Nutzung einer Betriebsstrecke vorübergehend die Linie 10 von Odéon bis Place d’Italie verlängert. Am 26. April 1931 wurde deren – mittlerweile bis Porte de Choisy verlängerter – Südabschnitt, und damit die Station Place Monge, dann der von Sully – Morland herangeführten Linie 7 zugeordnet.
Unter einem elliptischen, weiß gefliesten Deckengewölbe weist die Station Seitenbahnsteige an zwei parallelen Streckengleisen auf. Bereits beim Bau wurde sie mit der ungewöhnlichen Länge von 105 m, theoretisch ausreichend für Sieben-Wagen-Züge, angelegt.
Nördlich der Station liegt ein einfacher Gleiswechsel. Dahinter zweigt vom westlichen Streckengleis ein Betriebsgleis in den Tunnel zur Station Maubert – Mutualité ab, diese Strecke wurde 1930/31 von den Zügen der Linie 10 genutzt.
Es existieren zwei Zugänge von der Place Monge, deren südlicher mit einer Rolltreppe ausgestattet ist. Der Nordzugang trägt ein beleuchtetes Stationsschild mit Netzplan und ist mit einem von Adolphe Dervaux im Stil des Art déco entworfenen Kandelaber mit dem Schriftzug METRO markiert. Ein gemauertes Zugangsgebäude liegt an der Rue de Navarre.

## Fahrzeuge
Auf der Linien 7 verkehren konventionelle Fünf-Wagen-Züge der Baureihe MF 77. Zwischen 1971 und 1979 liefen dort Züge der Baureihe MF 67, davor solche der Bauart Sprague-Thomson.

## Umgebung
In unmittelbarer Nähe der Station befindet sich der Botanische Garten Jardin des Plantes.